# Кассовые сборы

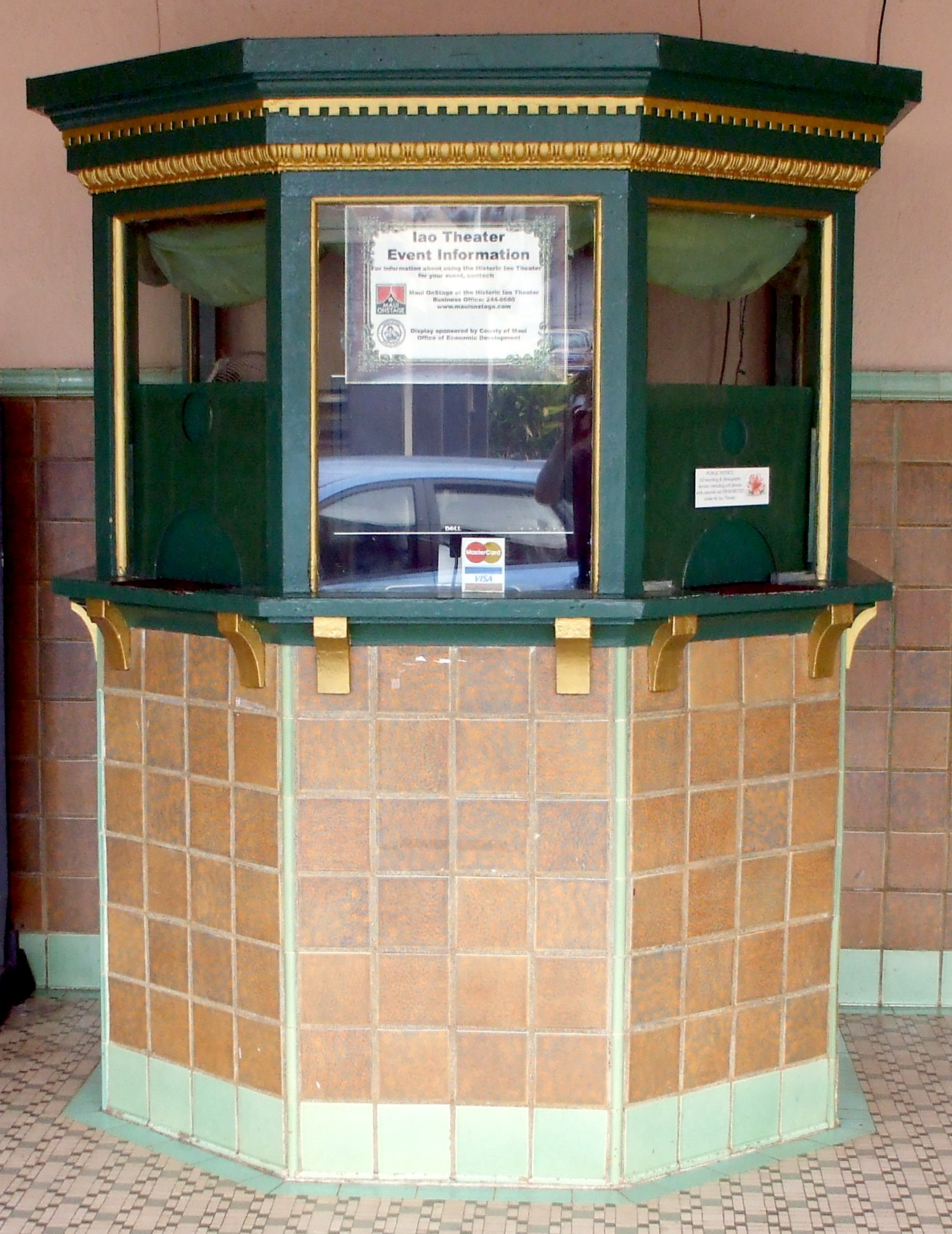
Будка билетёра испанского театра в Уэйлуку (Гавайи)

Кассовые сборы (также бокс-офис, от англ. box office — будка билетёра) — термин, обозначающий выручку от продажи билетов, применяемый в кинопрокате и театре.
Отслеживание кассовых сборов имеет ключевое значение для современного коммерческого кинематографа, отображая экономическую успешность той или иной киноленты. Наиболее часто отслеживаются кассовые сборы за первые выходные дни показа фильма. Уровень дохода от фильма за первые выходные позволяет судить о том, насколько фильм успешен, и планировать продолжительность дальнейшего проката. Также ведётся отслеживание общих сборов за время всего показа, сборов в Европе и в отдельных странах, в частности в США. Детализированная информация о сборах публикуется, например, на сайте «Бокс-офис моджо».
Помимо профессиональной и технической составляющих, качества сценария, огромное значение для последующих сборов имеют такие факторы как бюджет самого фильма и рекламы фильма в мире, имена режиссера, участвующих звезд и самой киностудии и другие факторы, прямо или косвенно способствующие привлечению зрителей в кинотеатры.
Несмотря на то, что при производстве все это может быть сделано безупречно, огромное влияние на потенциальные сборы имеет множество сторонних факторов, например, политическое устройство страны, которая может запретить прокат по идеологическим причинам; имеет также значение возрастное ограничение фильма; огромное значение имеют религиозные нормы общества (особенно в странах, где они имеют силу закона), а также другие причины. Интересным нюансом при учете сборов на детские фильмы является тот фактор, что родители, сопровождающие самых маленьких зрителей, помимо детского билета вынуждены покупать билет и на себя, не из-за интереса к самому фильму, а исключительно из-за возраста ребенка, а дети чуть постарше могут сходить еще один или даже несколько раз просто «за компанию», потому что класс решил сходить и пр.
В России отслеживанием кассовых сборов занимается Фонд Кино. Отраслевая аналитика строится на основе данных Единой Федеральной автоматизированной информационной системы сведений о показах фильмов в кинозалах (ЕАИС).
В Северной Америке часто используется термин Domestic box office (домашние сборы) что обозначает сборы в США и Канаде.